# Edith Mitchill Prellwitz
Pour les articles homonymes, voir Prellwitz.
Edith Mitchill Prellwitz, née Edith Mitchill le 28 janvier 1864 à South Orange dans l'État du New Jersey et morte le 18 août 1944 à Cutchogue dans l'État de New York aux États-Unis, est une peintre impressionniste américaine. Mariée au peintre Henry Prellwitz (en), elle est connue pour ses peintures de paysage de la baie de Peconic Bay sur l'île de Long Island, pour ses natures mortes et ses scènes de genre reprenant notamment des éléments mythologiques.

## Biographie
Edith Mitchill naît à South Orange dans l'État du New Jersey en 1864. À partir de 1883, elle étudie à l'Art Students League of New York auprès des peintres William Merritt Chase, Kenyon Cox, Henry Siddons Mowbray et George de Forest Brush. En 1889, elle fut l'une des membres fondatrices du Woman's Art Club of New York avant de partir à Paris étudier à l'académie Julian pendant un an et demi auprès des peintres William Bouguereau, Tony Robert-Fleury et Gustave Courtois. Durant son séjour parisien, elle expose au Salon des artistes français.
À son retour aux États-Unis, elle installe son studio dans le quartier de Manhattan sur la 55e Rue au sein des studios Holbein, aujourd'hui devenu le 55th Street Playhouse (en). En 1894, elle épouse le peintre Henry Prellwitz (en) et termine deuxième du prix Hallgarten (en) qui récompense la meilleure œuvre d'un ou d'une peintre de moins de trente-cinq ans ayant exposé à l'académie au cours de l'année écoulée en présentant un tableau représentant Agar et son fils Ismaël, des personnages de la Genèse. En 1895, elle est récompensée d'une médaille lors de la Cotton States and International Exposition (en) d'Atlanta en Géorgie. Le couple séjourne alors durant l'été au sein de la colonie artistique (en) de Cornish dans le New Hampshire. En 1899, le couple découvre la baie de Peconic Bay sur l'île de Long Island, où leurs amis artistes Irving Ramsey Wiles, Edward August Bell et sa femme possèdent notamment des résidences. Elle obtient une médaille lors de l'exposition Pan-américaine de Buffalo en 1901. En 1914, ils s'installent définitivement dans la région.
Elle meurt dans l'anonymat en 1944 à Cutchogue, quatre ans après son mari.
Ces œuvres sont notamment visibles ou conservées au Metropolitan Museum of Art et à l'académie américaine des beaux-arts de New York, au Parrish Art Museum de Water Mill et au Saint-Gaudens National Historical Park de Cornish.

## Œuvres

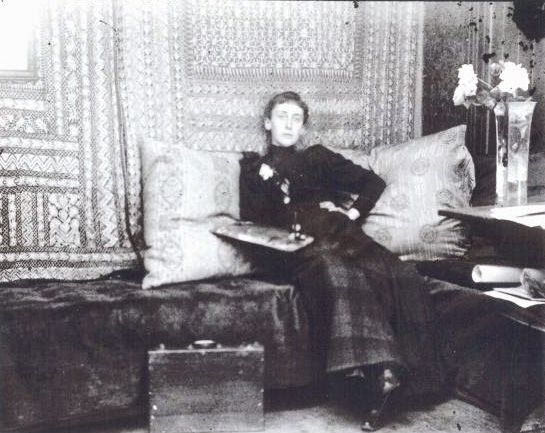
Edith Mitchill Prellwitz dans son studio newyorkais, entre 1890 et 1900
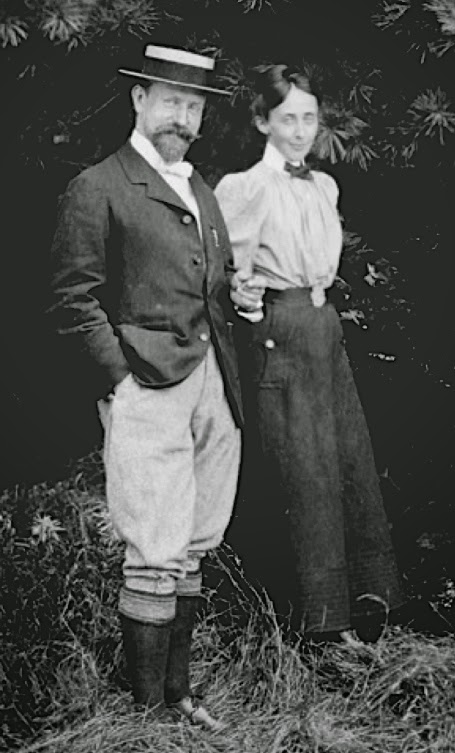
Henry et Edith Prellwitz, entre 1890 et 1900
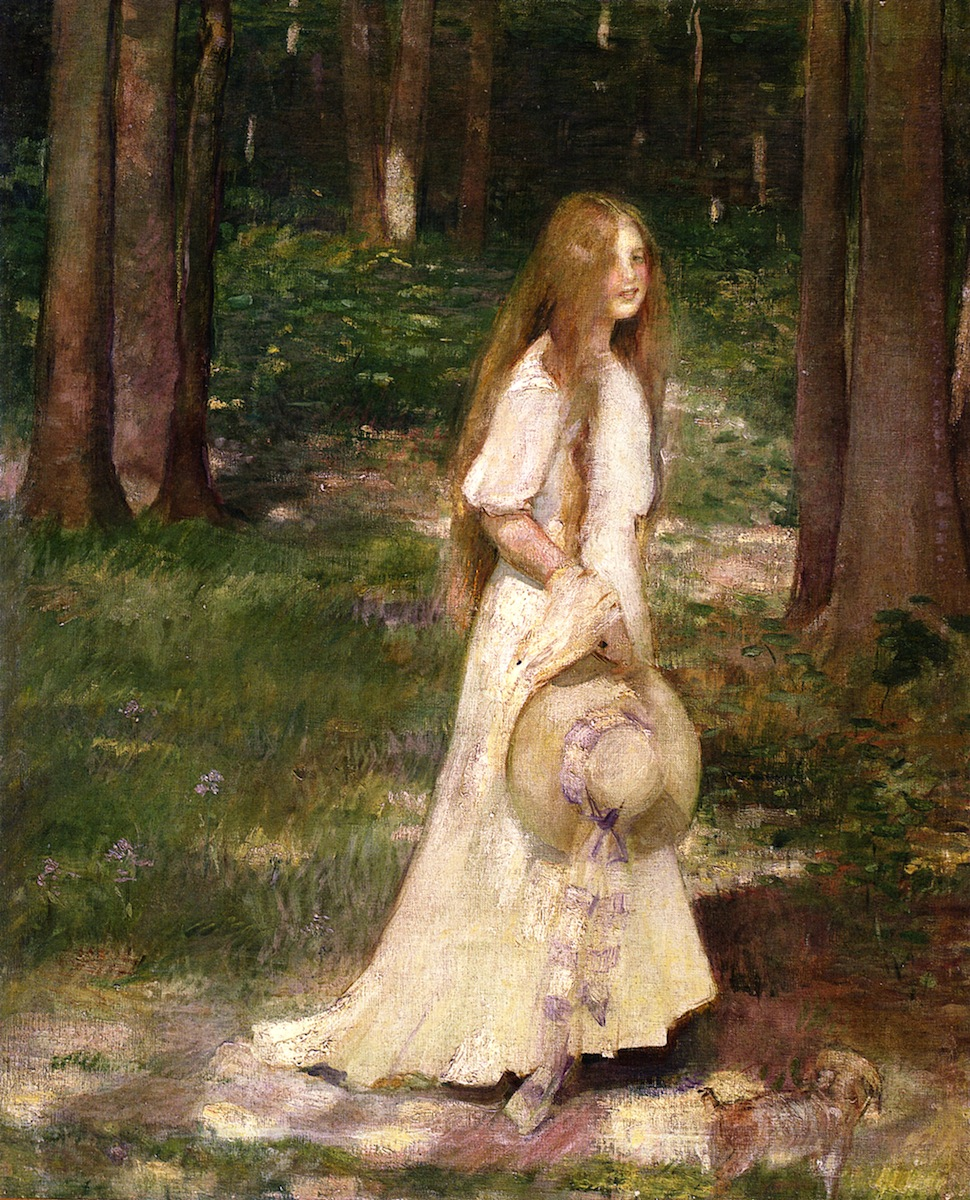
Early Morning Stroll, vers 1900